# 蕭昱
蕭 昱（しょう いく、生没年不詳）は、南朝梁の皇族。字は子真。武帝蕭衍の従弟にあたる。

## 経歴
蕭崇之の四男として生まれた。天監初年、秘書郎に任じられた。太子舎人・太子洗馬・中書舎人・中書侍郎を歴任した。武帝により淮南郡太守に任じられたが、蕭昱は赴任しなかった。次いで招遠将軍・鎮北長史・襄陽郡太守に任じられたが、辺外にあることを理由に辞退した。さらに招遠将軍・永嘉郡太守に任じられたが、蕭昱は内地にあることを理由に就任しなかった。武帝は晋安郡内史や臨川郡内史のいずれかを選ばせたが、蕭昱はやはり行こうとしなかった。蕭昱は辺州の刺史に自ら志願したものの、武帝はかれの性格が軽はずみで威光と人望に欠けていることから許可しなかった。蕭昱は給事黄門侍郎に任じられたが、これに不満を持ち、解職を願い出た。武帝は激怒して蕭昱を免官した。
普通5年（524年）、邸内で銭を私鋳している罪に問われて弾劾され、一命を許されて臨海郡に流されることとなった。配流の途中の上虞県で、勅命により呼び戻され、菩薩戒を受けさせられた。蕭昱は改心して戒律を守っているようすであったため、武帝は喜んで招遠将軍・晋陵郡太守に任じた。蕭昱の統治の評判は良かったが、まもなく突然の病のため死去した。湘州刺史の位を追贈された。諡は恭といった。

## 伝記資料
- 『梁書』巻24 列伝第18
- 『南史』巻51 列伝第41